# Unteruckersee
Der Unteruckersee im Nordosten des Landes Brandenburg ist der größte See im Verlauf der Ucker. Am Seeufer erstreckt sich um den nördlichsten Teil des Sees herum die Kreisstadt Prenzlau. Am Westufer befinden sich die Orte Röpersdorf und Zollchow.
Die Entstehungszeit lässt sich auf das späte Pleistozän zurückführen. In der Weichseleiszeit entstand so eine für Norddeutschland typische Glaziale Rinne.
Den Hauptzufluss des Unteruckersees bildet der Uckerkanal. Dieser verbindet die beiden Uckerseen. Der Ablauf des Unteruckersees wird durch eine Wehranlage reguliert, die vor allem bei Hochwasserereignissen eine wichtige Funktion für die Stadt Prenzlau darstellt.
Der Unteruckersee hat eine Fläche von etwa zehn Quadratkilometern, bei einer effektiven Breite von 2,13 Kilometern und einer effektiven Länge von etwa sieben Kilometern. Er ist an seiner tiefsten Stelle etwa 19 Meter tief. Er ist damit der viertgrößte natürliche See Brandenburgs. Das Gewässer hat ein Einzugsgebiet von etwa 39 km². Der See ist als Landeswasserstraße ausgewiesen.

## Namensgebung
Etwa im 6. Jahrhundert wanderten die Ukranen in die Uckermark ein. Das Zentrum des Stammes lag um beide Uckerseen.

## Zuflüsse

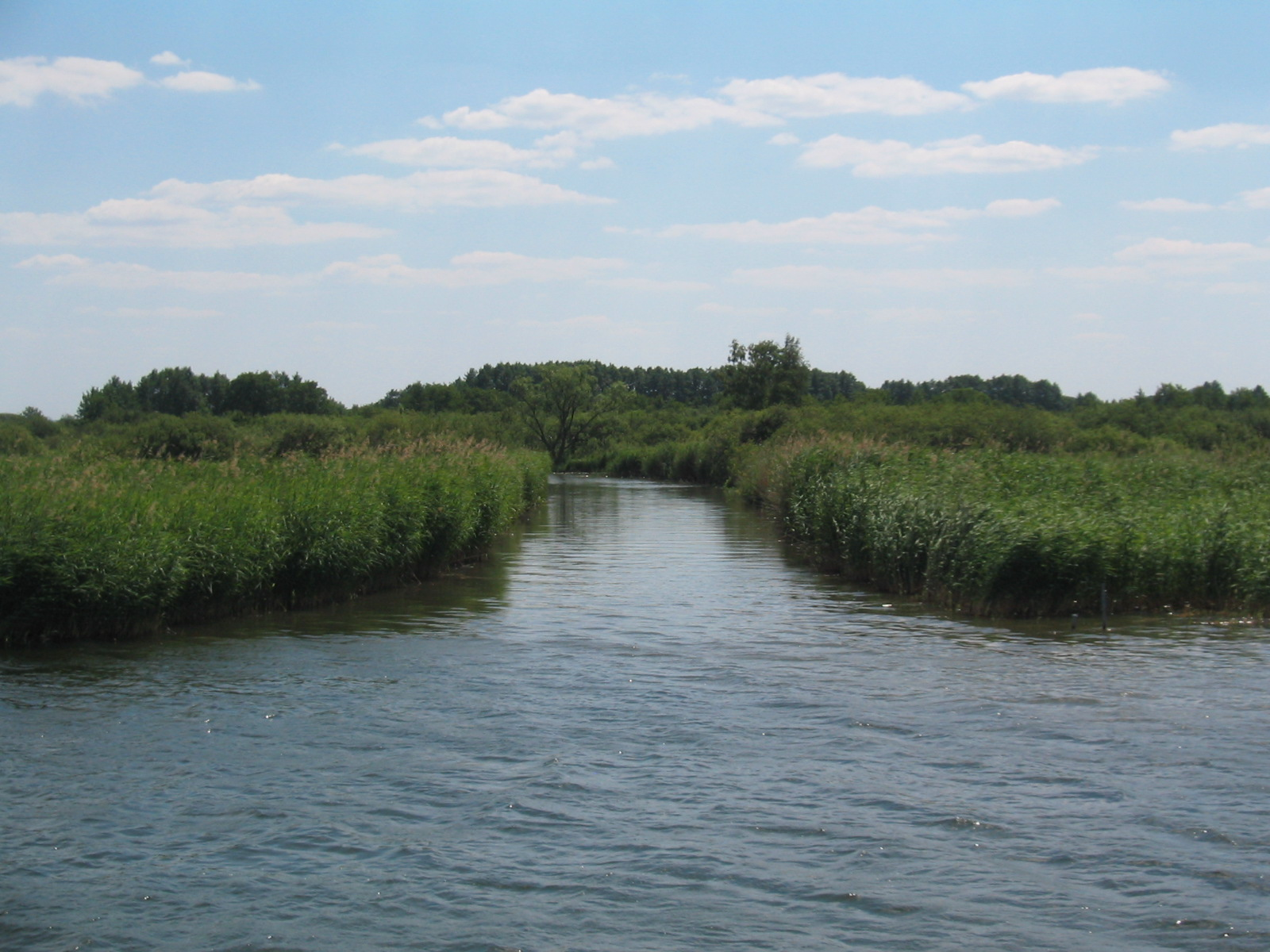
Uckerkanal am Unteruckersee

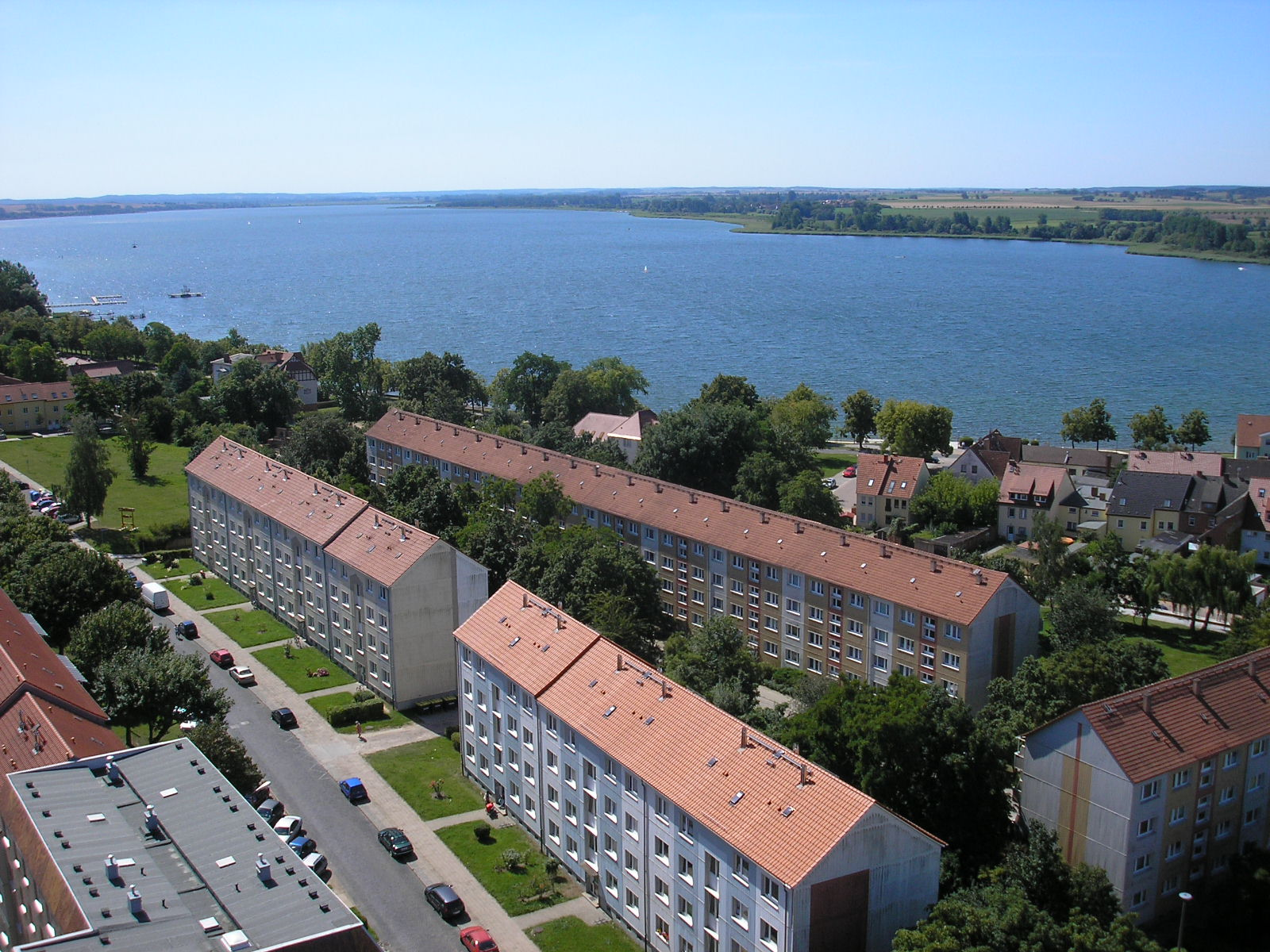
Blick von der Prenzlauer Marienkirche über den See

Der größte Zufluss ist der Uckerkanal vom Oberuckersee. Weitere Zuflüsse sind der Dreescher Seegraben, der Schäfergraben und der Höftgraben.

## Seerundfahrten
Aktuell ist das letzte Schiff 2021 verkauft worden. Es waren bis dato Rundfahrten mit dem Fahrgastschiff „Onkel Albert“ auf dem Unteruckersee, Fahrten nach Warnitz und zurück oder kombinierte Schiffs- und Radtouren möglich. Davor verkehrten „Uckerschwan“ und früher die „Uckerperle“. Es stehen drei Anlegestellen im Unteruckersee zur Nutzung: Röpersdorf, Prenzlau „Uckerpromenade“ und Prenzlau „Am Kap“. Von 2024 an wird das Fahrgastschiff „Weiße Muschel“ auf dem See unterwegs sein, es wurde im Dezember 2023 auf dem Landweg von Schwedt nach Prenzlau gebracht.

## Region/Entstehung
Die Uckermark als Moränenlandschaft ist durch die Eiszeit geprägt worden. Die zurückweichenden Eismassen hinterließen ein hügeliges Flachland, das mit vielen kleinen Seen übersät ist. Diese Seen, so auch der Unteruckersee sind die Überbleibsel von Resteisbeständen, die beim Abtauen in den Mulden und Senken größere Wassermassen sammelten. Viele zurückgebliebene Felsblöcke, sogenannte Findlinge, sind ein Beleg für die gewaltigen Eisbewegungen vor ca. 14.200 Jahren. 
Der außergewöhnliche Reichtum an Seen ist ein besonderes Charakteristikum der Jungmoränenlandschaft im Nordosten Brandenburgs. Allein im Biosphärenreservat Schorfheide-Chorin befinden sich über 250 Seen.

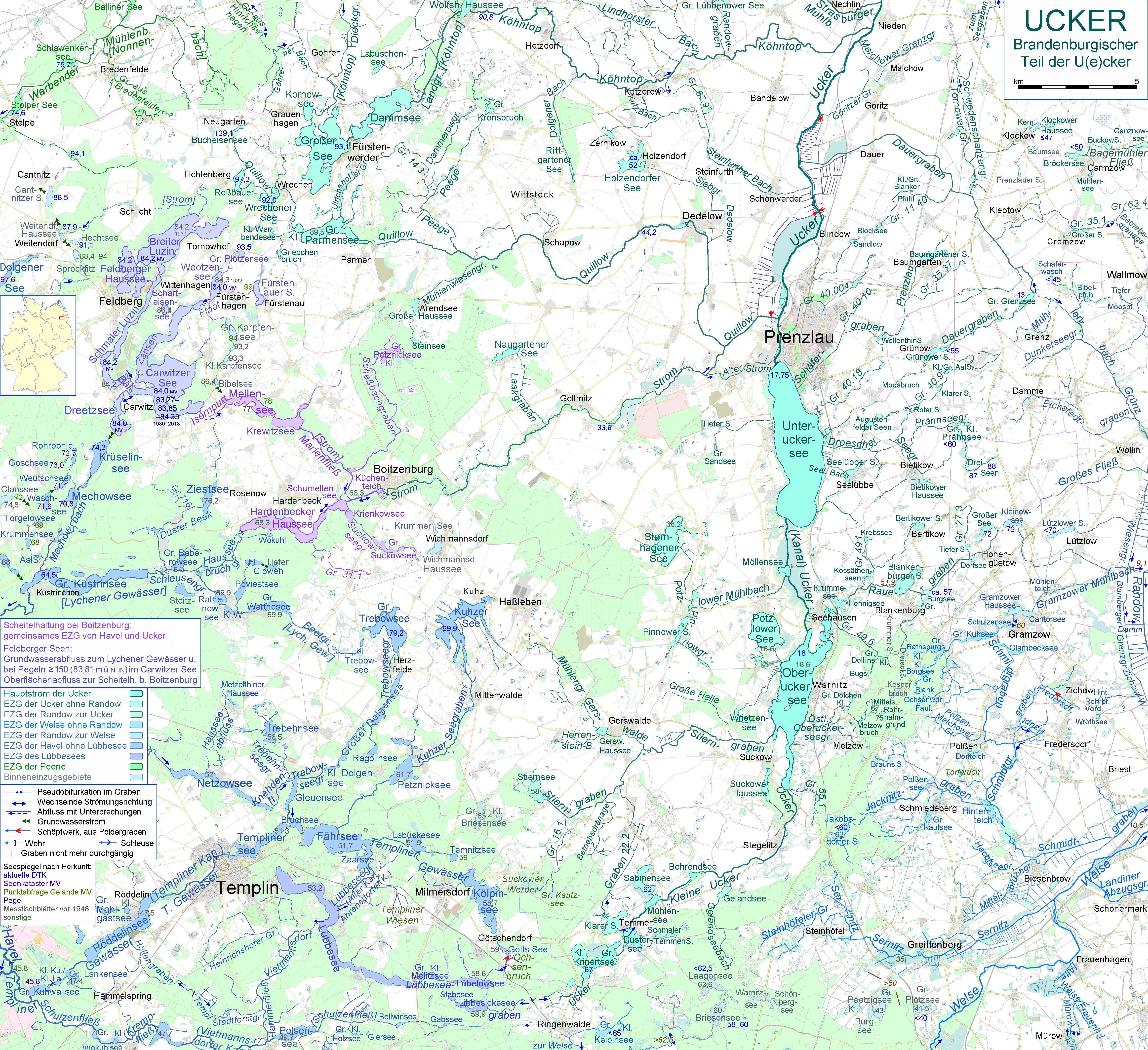
Unteruckersee im brandenburgischen Teil des Flusslaufs der U(e)cker